# يوحنا فرانكلين
يوحنا فرانكلين (بالإنجليزية: John Franklin)‏ (27 نوفمبر 1924 في المملكة المتحدة - 1 يناير 2005) هو لاعب كرة قدم بريطاني (وحمل سابقاً جنسية المملكة المتحدة لبريطانيا العظمى وأيرلندا) في مركز الهجوم. لعب مع نادي ميدلزبره ونادي باث سيتي وStockton F.C. ‏ ودارلينجتون إف سى.